# Definitivamente (singolo)
Definitivamente è un singolo dell'artista musicale portoricano Daddy Yankee. Ha raggiunto la posizione numero 15 nella classifica Hot Latin Songs.